# Atractotomus agrifoliae
Atractotomus agrifoliae är en insektsart som beskrevs av Stonedahl 1990. Atractotomus agrifoliae ingår i släktet Atractotomus och familjen ängsskinnbaggar. Inga underarter finns listade i Catalogue of Life.